# フォルバン (駆逐艦・初代)
フォルバン(Forbin)は、1920年代にフランス海軍で建造された14隻のラドロア級駆逐艦のうちの1隻。

## 設計と概要
ラドロア級は、前級のブーラスク級を若干拡大・改良したものである。全長107.2メートル（351フィート8インチ）、全幅9.9メートル（32フィート6インチ）、喫水3.5メートル（11フィート6インチ）。標準排水量で1,380トン（1,360長トン）、満載排水量で2,000トン（2,000長トン）を誇った。3基のデュ・テンプル・ボイラーから供給される蒸気を使い、2基のギア式蒸気タービンでそれぞれ1本のプロペラシャフトを駆動した。タービンの出力は31,000メートル馬力（22,800キロワット、30,576馬力）で、33ノット（時速61キロ、38マイル）で推進するように設計されていた。船は386メトリックトン（380ロングトン）の重油を搭載し、15ノット（28km/h、17mph）で3,000海里（5,600km、3,500mi）の航続距離を誇った。
ラドロア級の主兵装は、カノン・ド130mmモデル1924砲4門の単装砲で、上部構造の前部と後部にそれぞれ1基ずつ搭載されていた。対空兵装はカノン・ド37ミリ1925年型砲1門1対であった。550ミリ魚雷発射管を2基搭載していた。艦尾には一対の爆雷投射軌条が内蔵され、合計16個の200キログラム（440ポンド）の爆雷が収納された。さらに、2基の爆雷投射機が装備され、100キログラム（220ポンド）の爆雷が6基搭載された。

## 建造と艦歴
フォービンは1927年6月29日に起工し、1928年7月17日に進水、1930年5月1日に竣工した。1942年自由フランス海軍に所属後、1952年11月に除籍され、12月に解体された。